# Kyogle Council
Koordinaten: 28° 39′ S, 152° 51′ O

Kyogle Council ist ein lokales Verwaltungsgebiet (LGA) im australischen Bundesstaat New South Wales. Das Gebiet ist 3.584,2 km² groß und hat etwa 9.400 Einwohner.
Kyogle liegt im äußersten Nordosten des Staates in der Region Richmond-Tweed etwa 750 km nördlich der Metropole Sydney und 130 km südlich von Brisbane. Das Gebiet umfasst 97 Ortsteile und Ortschaften, darunter Afterlee, Bonalbo, Old Bonalbo, Bottle Creek, Cawongla, Cedar Point, Dyraaba Creek, Eden Creek, Ettrick, Green Pigeon, Grevillia, Old Grevillia, Kyogle, Mallanganee, Mount Lion, Mummulgum, Rappville, Tabulam, Tooloom, Toonumbar, Wadeville, Wiangaree, Woolners Arm und Teile von Paddys Flat und Woodenbong. Der Verwaltungssitz des Councils befindet sich in der Stadt Kyogle im Osten der LGA, wo etwa 2.750 Einwohner leben.

## Verwaltung
Der Council von Kyogle hat neun Mitglieder, die von den Bewohnern der drei Wards gewählt werden (je drei aus A, B und C Ward). Diese drei Bezirke sind unabhängig von den Ortschaften festgelegt. Aus dem Kreis der Councillor rekrutiert sich auch der Mayor (Bürgermeister) des Councils.